# Liste Deidesheimer Persönlichkeiten

Wappen der Stadt Deidesheim

Die Liste Deidesheimer Persönlichkeiten enthält bedeutende Persönlichkeiten mit Bezug zu Deidesheim, geordnet nach Ehrenbürgern, Personen, die in der Stadt geboren wurden, sowie solchen, die in Deidesheim gewirkt haben. Die Liste erhebt keinen Anspruch auf Vollständigkeit.

## Ehrenbürger

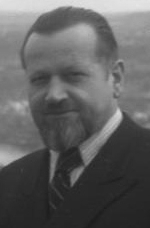
Hanns Haberer

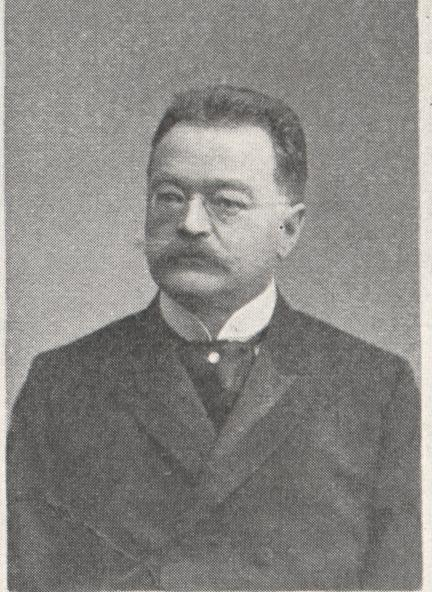
Johann Julius Siben

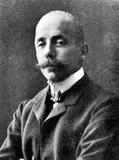
Josef Siben

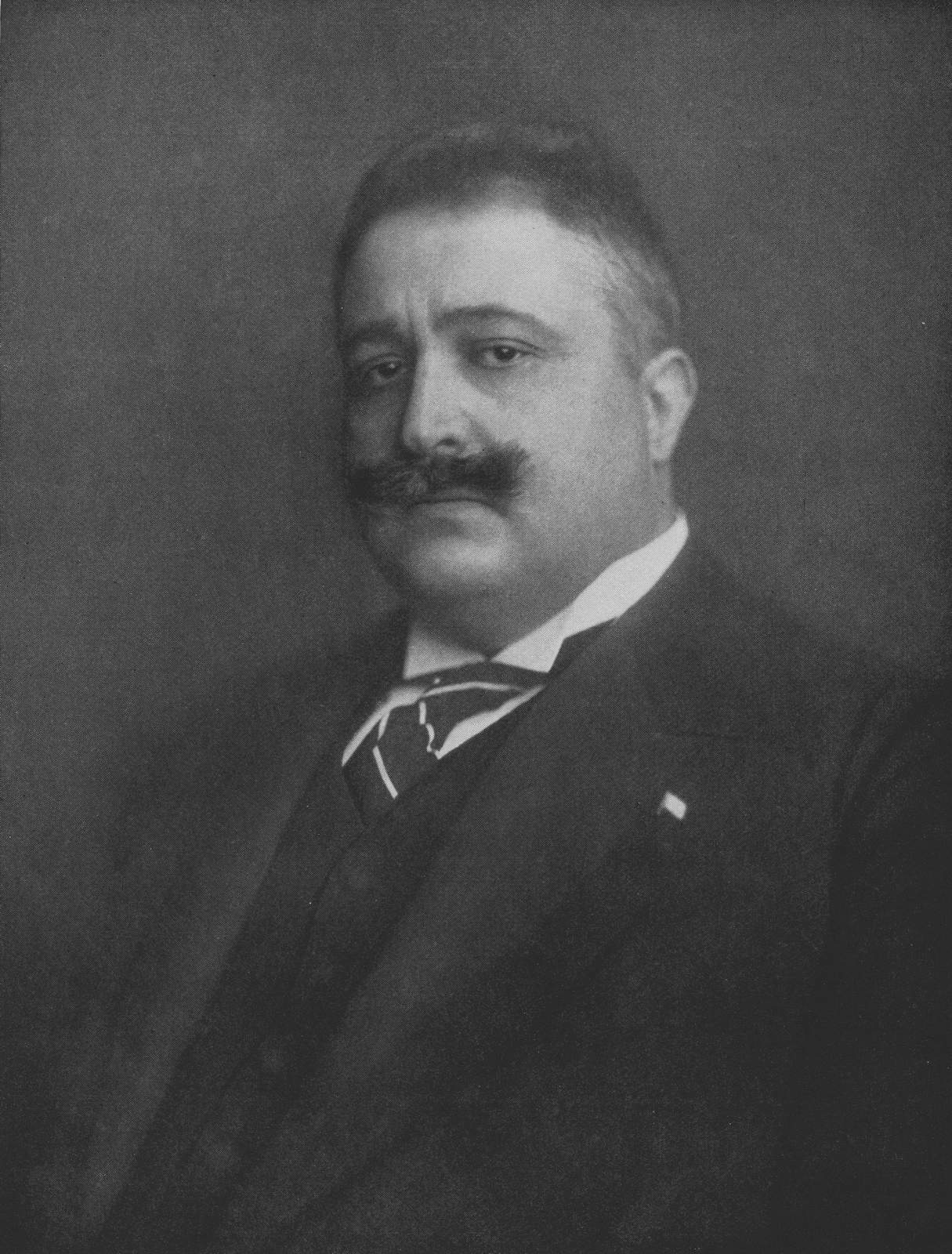
Ernst von Bassermann-Jordan

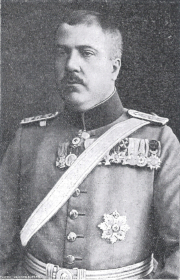
Ludwig Bassermann-Jordan

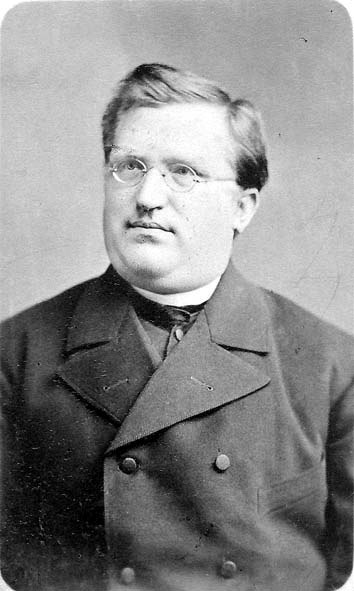
Franz Seraph Schaub

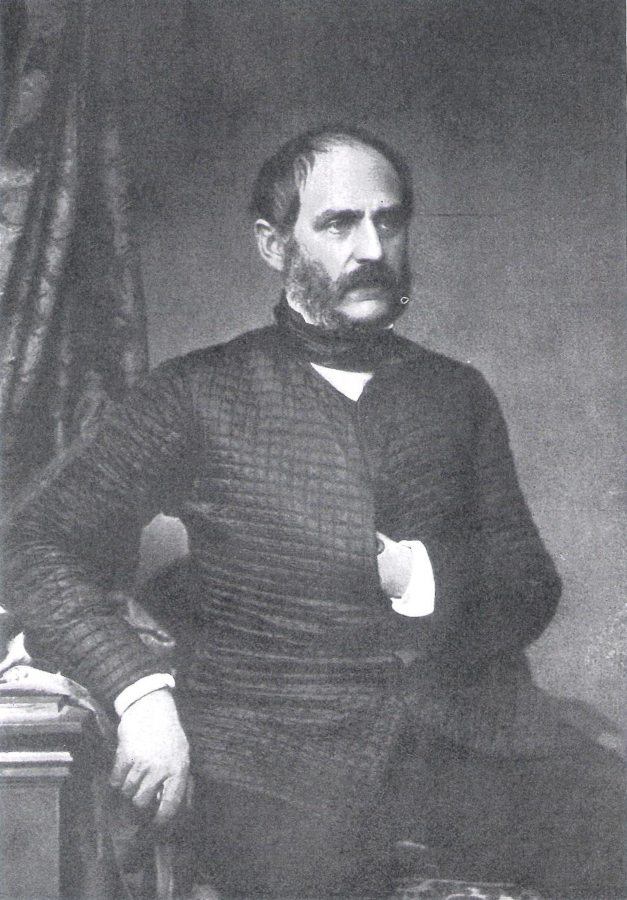
Franz Peter Buhl

- 1947: Friedrich von Bassermann-Jordan (1872–1959), Weinbau-Historiker[1]
- 1951, 15. Dezember: Frida Piper-von Buhl (1876–1952), Winzerin[2]
- 1952, 28. Oktober: Joseph Wendel (1901–1960), Bischof von Speyer, später Erzbischof von München und Freising, wurde zum Ehrenbürger ernannt, nachdem er die Michaelskapelle geweiht hatte. Nach ihm ist die Kardinal-Wendel-Straße in Deidesheim benannt.[3]
- 1956, 14. September: Heinrich Hartz (1886–1965), Stadtpfarrer Deidesheims und päpstlicher Geheimkämmerer, wurde an seinem 70. Geburtstag zum Ehrenbürger Deidesheims ernannt.[4] Nach ihm ist die Prälat-Hartz-Straße in Deidesheim benannt.
- 1960, 28. Mai: Hanns Haberer (1890–1967), Minister für Wirtschaft und Finanzen in Rheinland-Pfalz, wurde an seinem 70. Geburtstag zum Ehrenbürger Deidesheims ernannt.[4]
- 1995, 19. Februar: Helmut Kohl (1930–2017), Bundeskanzler[4]
- 2025, 19. Mai: Manfred Dörr (* 1951), Bürgermeister Deidesheims[5]

## Söhne und Töchter der Stadt

### Jahrgänge bis 1800
- Richard von Deidesheim (um 1200–1278), Bauherr beim Neubau der Stiftskirche St. Peter in Wimpfen, gilt als ein Vorreiter bei der Einführung des gotischen Baustils in Deutschland.
- Dietrich von Deidesheim (um 1305–um 1360), Kleriker und kurtrierischer Kanzlist
- Johann Fart (um 1420–1491), Benediktiner, Reformabt in Maria Laach
- Peter Scheibenhart (um 1478–1529), Rektor der Universität Heidelberg
- Johann Wendelin Thierry (1730–1807), Oberamtsrat am Vizedomamt Bruchsal und Verfasser einer Chronik über die Bischöfe von Speyer
- Andreas Jordan (1775–1848), Mitglied der Kammer der Abgeordneten Bayerns
- Franz Tafel (1799–1869), Mitglied der Frankfurter Nationalversammlung und der Kammer der Abgeordneten Bayerns

### 19. Jahrhundert
- Ludwig Andreas Jordan (1811–1883), Mitglied des Reichstags im Deutschen Kaiserreich und der Kammer der Abgeordneten Bayerns
- Gustav Schmitt (1832–1905), Mitglied der Kammer der Abgeordneten Bayerns
- Eugen Buhl (1841–1910), Mitglied der Kammer der Reichsräte und der Kammer der Abgeordneten Bayerns
- Andreas Deinhard (1845–1907), Mitglied des Reichstags im Deutschen Kaiserreich und der Kammer der Abgeordneten Bayerns
- Heinrich Christian Baader (1847–1928), Ingenieur, Direktor der Temesvárer Pferdebahn- und Straßenbahngesellschaft
- Heinrich Buhl (1848–1907), Rechtswissenschaftler, Mitglied der Ersten Kammer der Badischen Ständeversammlung
- Johann Julius Siben (1851–1907), Mitglied der Kammer der Abgeordneten Bayerns
- Josef Giessen (1858–1944), Mitglied der Kammer der Abgeordneten Bayerns
- August Weiß (1861–1941), Pianist, Komponist, Pädagoge und Musikprofessor
- Josef Siben (1864–1941), Mitglied der Kammer der Abgeordneten Bayerns
- Franz Eberhard Buhl (1867–1921), Mitglied der Kammer der Reichsräte und der Kammer der Abgeordneten Bayerns
- Ludwig Bassermann-Jordan (1869–1914), Weinfachmann, war Bürgermeister Deidesheims und federführend bei der Gründung des Verbands Deutscher Prädikatsweingüter.
- Franz Seraph Schaub (1870–1927), Theologe
- Friedrich von Bassermann-Jordan (1872–1959), Weinbau-Historiker
- Peter Koch (1874–1956), Maler und Ehrenbürger des Nachbarortes Gimmeldingen
- Ernst von Bassermann-Jordan (1876–1932), Kunst- und Uhrensammler
- Fritz Deinhard (1881–1956), Cellist und Konzertmeister
- Josef Schaub (1899–1978), Zeitungsverleger und Träger des Großen Bundesverdienstkreuzes, war Mitbegründer und Leiter der Tageszeitung „Die Rheinpfalz“

### 20. Jahrhundert
- Richard Weigand (1904–1981), Pädagoge
- Line Eid (1907–1985), Fürsorgerin
- Ulrich Sarcinelli (* 1946), Politikwissenschaftler, Vize-Präsident und Professor an der Universität Koblenz-Landau
- Hans-Jürgen Eichberger (* 1947), Leichtathlet

## Personen, die vor Ort gewirkt haben
- Wolfgang Bachmann (* 1951), Architekt, Journalist und Architekturkritiker, wohnt seit 2016 vor Ort
- Emil Bassermann-Jordan (1835–1915), Bankier und Gutsbesitzer, führte das Weingut Geheimer Rat Dr. von Bassermann-Jordan.
- Theo Becker (1927–2006), Önologe, leitete das Lehr- und Versuchsgut im früheren Weingut Tiemann.
- Ernst Bedau (* 1943), Schachspieler, lebte jahrelang vor Ort und ist dort als Rechtsanwalt tätig
- Ludwig Boslet (1860–1951), war vor Ort zeitweise Lehrer.
- Franz Anton Christoph Buhl (1779–1844), Mitglied der Zweiten Kammer der Badischen Ständeversammlung, führte ein Weingut in Deidesheim.
- Franz Armand Buhl (1837–1896), Vizepräsident des Reichstags, Mitglied der Kammer der Reichsräte und der Kammer der Abgeordneten Bayerns, war Mitglied der Deidesheimer Lesegesellschaft.
- Franz Peter Buhl (1809–1862), Mitglied der Zweiten Kammer der Badischen Ständeversammlung und der Kammer der Abgeordneten Bayerns, gründete das Weingut Reichsrat von Buhl.
- Adam Durein (1893–1948), NSDAP-Funktionär, war der Gründer der NSDAP-Ortsgruppe Deidesheim und in deren Anfangszeit ihr Leiter. Er war Geschäftsführer einer Weinhandlung im Ort.
- Volker Eid (1940–2022), Moraltheologe, wuchs in Deidesheim auf
- Stefan Gillich (1932–2019), Bürgermeister Deidesheims und der Verbandsgemeinde Deidesheim, Träger des Bundesverdienstkreuzes 1. Klasse
- Raimund Harmstorf (1939–1998), Schauspieler, betrieb das Fischrestaurant „Zum Seewolf“ in Deidesheim.
- Wolf Hildebrandt (1906–1999), Künstler, hatte von 1977 bis 1999 in Deidesheim sein Atelier.
- Jakob Wilhelm Hinder (1901–1976), Keramiksammler, stellte seine umfangreiche Sammlung im Museum für moderne Keramik aus und initiierte regelmäßige Treffen der Keramikkünstlerszene in Deidesheim
- Gotthold Klee (1850–1916), Literaturhistoriker, Herausgeber und Pädagoge, war von 1874 bis 1885 Rektor der Lateinschule in Deidesheim
- Wilhelm von Löwenstein († 1579), Amtmann des Bischofs von Speyer, Grabstein an der Ulrichskirche
- Stefan Neugebauer (* 1975), Küchenchef im Deidesheimer Hof
- Ruth Ratter (* 1955), Abgeordnete (Bündnis 90/Die Grünen) im 16. rheinland-pfälzischen Landtag, ist kommunalpolitisch in Deidesheim und der Verbandsgemeinde Deidesheim aktiv.
- Lotte Reimers (* 1932), Keramikerin, führte ab 1971 das Museum für moderne Keramik in der Stadtmauergasse, bis es 2005 in den Gewölbekeller der Villa Ludwigshöhe bei Edenkoben verlagert wurde.
- Karl August Reiser (1853–1922), war zeitweise Lehrer an einer Deidesheimer Mittelschule.
- Jens Ritter (* 1972), Gitarrenbauer, hat seine Manufaktur in Deidesheim
- Berthold Schnabel (* 1943), Regionalhistoriker, ist im Verein „Heimatfreunde Deidesheim und Umgebung e. V.“ aktiv.
- Michael Schnetter (1788–1854), katholischer Pfarrer von 1829 bis 1837, danach Domkapitular in Mainz
- Manfred Schwarz (* 1956), Gastronom, leitete von 1989 bis 2003 den Deidesheimer Hof.
- Carl Heinrich Schultz (1805–1867), war als Arzt im Deidesheimer Spital tätig.
- Arnold Siben (1882–1957), war Bürgermeister von Deidesheim und führte hier ein Weingut.
- Stefan Steinweg (* 1969), Radprofi, Deutscher Meister, Weltmeister und Olympiasieger, wohnte zur Zeit seiner größten Erfolge in Deidesheim und wurde zum Rebstockpächter im Deidesheimer Paradiesgarten ernannt.
- Anna von Szent-Ivanyi (1797–1889), Freifrau halb-ungarischer Abstammung, Weingutsbesitzerin und Wohltäterin von Deidesheim
- Ignaz Windisch (1736–1783), Jesuit, Professor an der Universität Bamberg, Pfarrer von Deidesheim; Grabstein an der St. Ulrichskirche erhalten